# Lorelei Lee
Lorelei Lee (San Francisco, 2 marzo 1981) è un'attrice pornografica, regista e scrittrice statunitense.

## Biografia
Lorelei Lee ha debuttato nell'industria pornografica a 19 anni. Il suo nome d'arte trae origine dal personaggio di Marilyn Monroe nel film Gli uomini preferiscono le bionde. Come performer, è ben conosciuta come modella in video fetish e bondage, in siti internet come Kink.com (dove ha anche lavorato in vesti di regista). Con Princess Donna, Lorelei Lee è stata il soggetto protagonista del film indipendente del 2007 di Brian Lilla A Tale of Two Bondage Models, che ha partecipato all'edizione 2008 del Tribeca Film Festival.
Nel 2008 è stata intervistata per il documentario 9to5 – Days in Porn. Nel 2009 la Lee è tra i protagonisti di Graphic Sexual Horror, un documentario su Insex, un sito Internet specializzato in bondage. Lo stesso anno, è stata protagonista del cortometraggio Lorelei Lee, diretto da Simon Grudzen e Jesse Kerman, presentato al Big Sky Documentary Film Festival e premiato all'Hot Docs Canadian International Documentary Festival per miglior regia, miglior colonna sonora e miglior uso di una tematica socio-politica.
Nel 2006 Lorelei Lee è stata elogiata dal San Francisco Bay Guardian per il testo di copertina per il calendario di Sara Thrustra Ten Pictures and Two Pin-Ups. Si è laureata alla San Francisco State University nel 2008, successivamente ha iniziato un master in Scrittura creativa alla New York University. È stata inoltre insignita di una "youngARTS Scholarship" dalla Fondazione Nazionale per il Progresso nelle Arti. Sempre nel 2008 ha fatto parte dello spettacolo "Sex Workers' Art Show", che ha toccato campus universitari e teatri di tutto il Nord-America con il proposito di mostrare le doti artistiche dei protagonisti dell'industria del sesso americana. La Lee si è esibita nella lettura di un suo componimento autobiografico.
La rivista Hustler l'ha classificata al numero 8 nella TopTen delle 10 Pornostar più intelligenti. Nel maggio 2011 la rivista Variety ha annunciato la produzione di About Cherry, un film indipendente scritto dalla Lee insieme allo scrittore Stephen Elliott, diretto dallo stesso Elliott (all'esordio registico) e interpretato da James Franco, Heather Graham e Lili Taylor.

## Riconoscimenti
- 2008 AVN Award nomination – Best POV Sex Scene – Nice Fucking View[20]
- 2008 AVN Award nomination – Best Threeway Sex Scene – Top Guns 6[20]
- 2008 AVN Award nomination – Best Group Sex Scene, Video – Fuck Slaves 2[20]
- 2011 AVN Award nomination – Best Supporting Actress – An Open Invitation: A Real Swinger's Party in San Francisco[21]
- 2011 AVN Award nomination – Best All-Girl Couples Sex Scene – An Open Invitation: A Real Swinger's Party in San Francisco[21]
- 2011 AVN Award nomination – Best Group Sex Scene – An Open Invitation: A Real Swinger's Party in San Francisco[21]

## Filmografia
- Anal Nurse Whores (2006)
- Ass For Days 2 (2006)
- Belladonna: Fetish Fanatic 5 (2006)
- Bitchcraft 1 (2006)
- Cum Guzzlers 6 (2006)
- Dana DeArmond Does The Internet (2006)
- Flower's Squirt Shower 4 (2006)
- Gangbang My Face 1 (2006)
- Girls Love Girls 2 (2006)
- Great Big Asses 3 (2006)
- Hannah Goes To Hell (2006)
- Hardcore Training 6 (2006)
- Hellfire Sex 8 (2006)
- I Can't Believe I Took The Whole Thing 11 (2006)
- I Love Big Toys 5 (2006)
- Interracial Hole Stretchers 6 (2006)
- Jack's Big Ass Show 5 (2006)
- More Dirty Debutantes 362 (2006)
- Mouth 2 Mouth 8 (2006)
- Nasty Universe 3 (2006)
- Nice Fucking View 1 (2006)
- Reform School Girls 1 (2006)
- Service Animals 24 (2006)
- Smothered N' Covered 1 (2006)
- Strap it On 5 (2006)
- Superfreak (2006)
- Thick-Azz-A Brick 2 (2006)
- Top Guns 6 (2006)
- 2 Big 2 Be True 6 (2007)
- Addicted to Anal (2007)
- Anal Asspirations 6 (2007)
- Anal Cumsumption 6 (2007)
- Ass Parade 12 (2007)
- Assault That Ass 10 (2007)
- Bangin It Euro Style (2007)
- Beautiful Anal Divas 1 (2007)
- Belladonna's Fucking Girls 4 (2007)
- Black Cock Addiction 3 (2007)
- Black Power 1 (2007)
- Blow Me Sandwich 11 (2007)
- Cum on My Tattoo 3 (2007)
- Face Fucking Inc. 1 (2007)
- Face Time (2007)
- FlowerTucci.com 1 (2007)
- Fuck Slaves 2 (2007)
- Gag Me Then Fuck Me 3 (2007)
- Girls Girls Girls 1 (2007)
- Girls Will Be Girls 1 (2007)
- Girlvert 14 (2007)
- I Wanna Get Face Fucked 4 (2007)
- MILFs Take Diesel 1 (2007)
- Milk Nymphos 1 (2007)
- Monster Cock Fuckfest 3 (2007)
- Munch Box (2007)
- Naughty America: 4 Her 3 (2007)
- Naughty Flipside 1: Sasha Grey (2007)
- Neighbor Affair 6 (2007)
- Nina Hartley's Guide to the Perfect Orgy (2007)
- Pussy Treasure (2007)
- Reform School Girls 3 (2007)
- Semen Sippers 6 (2007)
- Sick Chixxx (2007)
- Speakeasy (2007)
- Squirt in My Gape 2 (2007)
- Tristan Taormino's Expert Guide to Anal Sex (2007)
- Un-Natural Sex 20 (2007)
- Up Your Ass 27 (2007)
- Upload (2007)
- Butt Junkies 4 (2008)
- First Time Ball Busters 2 (2008)
- Fuck Slaves 3 (2008)
- Lesbian Life: Real Sex in San Francisco (2008)
- Monster Cock Mania 1 (2008)
- Pissing.com: Featuring Felony And Lorelei Lee (2008)
- Reform School Girls 4 (2008)
- Slave Dolls 3 (2008)
- Whore Within Me (2008)
- Best of Monster Cock Fuck Fest: Mutant Edition (2009)
- Blown Away 1 (2009)
- Perversions of Lesbian Lust 1 (2009)
- Tail Of A Bondage Model (2009)
- 3 Black Bros and 1 White Ho 2 (2010)
- Addicted To Big Black Dick 3 (2010)
- Billy Castro Does the Mission (2010)
- Everything Butt: Lorelei Lee, Mark Davis And Tara Lynn Foxx (2010)
- Fuck Slaves 5 (2010)
- Lexington Loves Sophie Dee (2010)
- Madison Young's Art House Sluts (2010)
- Open Invitation: A Real Swingers Party in San Francisco (2010)
- Raw 3 (2010)
- Rocco's Power Slave 1 (2010)
- White Bitch Sandwich 1 (2010)
- Bound Gangbangs: Lorelei Lee (2011)
- Eat Some Ass 2 (2011)
- History Of Black Cock (2011)
- ASSministrators ASSistant (2012)
- Caught Smoking While Working (2012)
- Lesbian Sex Education: Strap-on (2012)
- About Cherry, regia di Stephen Elliott (2012)